# Osveščanje
Osveščanje pomeni delovanje z namenom, da bi kdo kritično presojal, spoznaval svoja ali tuja dejanja, mnenja ali čut odgovornosti zanje. Osveščanje je lahko družbeno, idejno, moralno, politično.